# Mariano Armellini
Mariano Armellini, född 7 februari 1852 i Rom, död där 24 februari 1896, var en italiensk historiker och arkeolog. Han är mest känd för sin kartläggning av Roms kyrkor som presenterades 1887 i verket Le Chiese di Roma dal secolo IV al XIX.